# 한정식

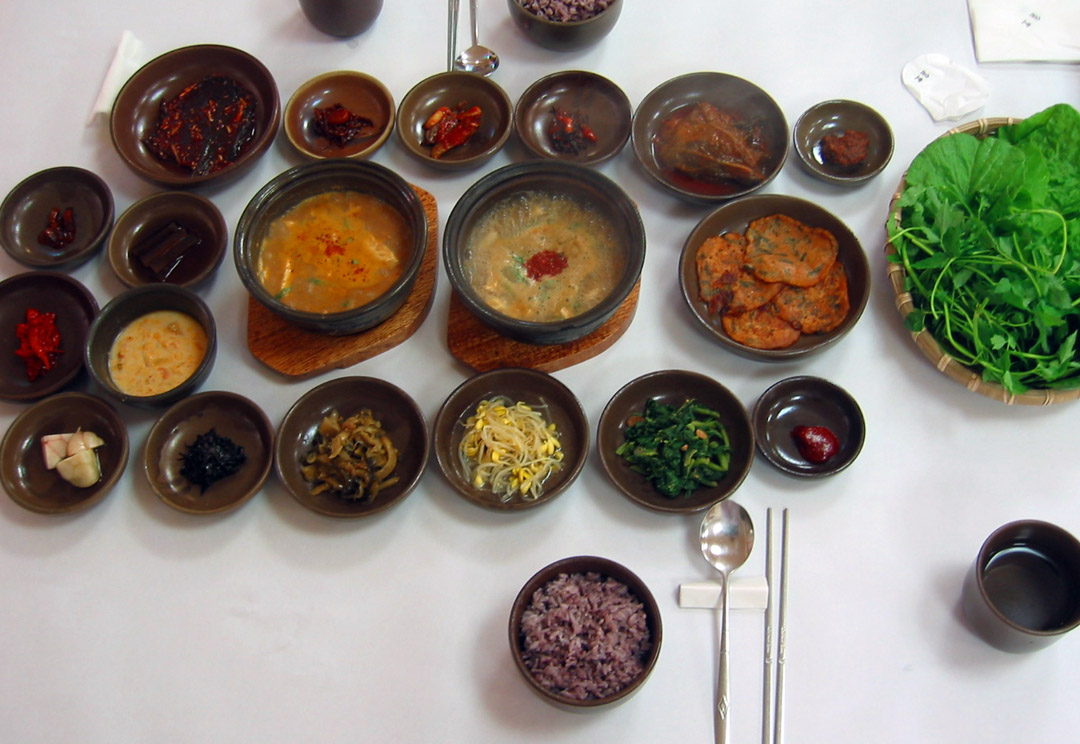
한정식 상차림

한정식(韓定食, 영어: Korean table d'hôte, han-jeongsik)은 한식 정찬이다.

## 역사
한국전쟁 이후 식재료가 부족한 상황에서 정식을 내세운 음식점이 늘었으며, 한국형 정식을 주문할 시 보통 장국, 밥, 김치, 반찬이 나왔다.

## 같이 보기
- 백반